# Калинівка (Каховський район)
Кали́нівка (МФА: [kɐˈɫɪɲiu̯kɐ] ( прослухати)) — село в Україні, у Зеленопідській селищній громаді Каховського району Херсонської області. Населення становить 521 осіб.

## Історія
12 червня 2020 року, відповідно до Розпорядження Кабінету Міністрів України № 726-р «Про визначення адміністративних центрів та затвердження територій територіальних громад Херсонської області», увійшло до складу Зеленопідської сільської громади.
17 липня 2020 року, в результаті адміністративно-територіальної реформи увійшло до складу новоутвореного Каховського району.
У лютому 2022 року село тимчасово окуповане російськими військами під час російсько-української війни.

## Населення

### Мова
Розподіл населення за рідною мовою за даними перепису 2001 року:
| Мова       | Відсоток |
| ---------- | -------- |
| українська | 88,29%   |
| російська  | 10,75%   |
| інші       | 0,96%    |